# Hans Lauper
Hans «Heus» Lauper (* 27. November 1895 in Bern; † 24. Juni 1936 in Zürich) war ein Schweizer Zahnarzt, Bergsteiger und Autor zahlreicher Bergartikel und Hochgebirgsführer, dem 1932 die Erstbegehung der Eiger Nordostwand gelang.

## Leben
Hans "Heus" Lauper wurde am 27. November 1895 in Bern geboren, wo er auch aufwuchs. Er besuchte das Progymnasium Bern und machte dort 1915 seinen Abschluss, nebenbei arbeitete er als Messgehilfe für die Landestopographie und konnte dabei erste hochalpine Erfahrungen machen. So bestieg er 1914 sechsmal das Finsteraarhorn und zweimal die Dufourspitze. Er studierte in Bern und Zürich Zahnmedizin und promovierte in Kalifornien, wo er auch einige Jahre praktizierte und verschiedene Berge der Rocky Mountains erkundete und beschrieb. Am 8. Oktober 1925 heiratete er Margrit Kleiner (1902–1994), aus der Ehe gingen zwei Kinder hervor: Peter (1931) und Niklaus "Kläus" Thomas (1934–1995).
Seine Bedeutung für den Alpinismus liegt im detaillierten Erforschen von sicheren und eleganten Routen durch die Nordwände der Berner Alpen, weniger im Erreichen von klettertechnischen Höchstleistungen, denn er wendete absichtlich keine künstlichen Kletterhilfsmittel an. Er fühlte sich mit dieser Denkweise der Ethik seiner englischen Bergsteigerfreunde nahe.
Seit der Jugend laborierte er an einer nicht ausgeheilten Blinddarmentzündung und so starb Hans Lauper am 24. Juni 1936 nach einer Operation am Blinddarm in Zürich.

## Erstbegehung Eiger Nordostwand
Seit 1923 hatte Lauper immer wieder an Planungen zur Besteigung des Eigers gearbeitet und dabei Skizzen, Fotografien und Profile erstellt und mit seinen Freunden erörtert. Am 20. August 1932 um 1:50 Uhr morgens startete er mit seinem Freund und Hobbybergsteiger Alfred Zürcher sowie den beiden Bergführern Joseph Knubel und Alexander Graven am Hotel Des Alpes auf der Kleinen Scheidegg und erreichte um 3:40 Uhr den Einstieg in die neue Route. Bei bestem Wetter schafften sie die 2350 Höhenmeter über ausgedehnte Schnee- und Eisfelder mit bis zu 55 Grad Steilheit im Schwierigkeitsgrad V unter der ständigen Führung des sehr erfahrenen Knubel in knapp 13 Stunden. Da sie auf die Zuhilfenahme von Haken, Schrauben oder Keilen verzichteten, ordnete später der Bergexperte Heinrich Harrer die Leistung als letzte, grosse Erstbegehung im klassischen Stil ein. 

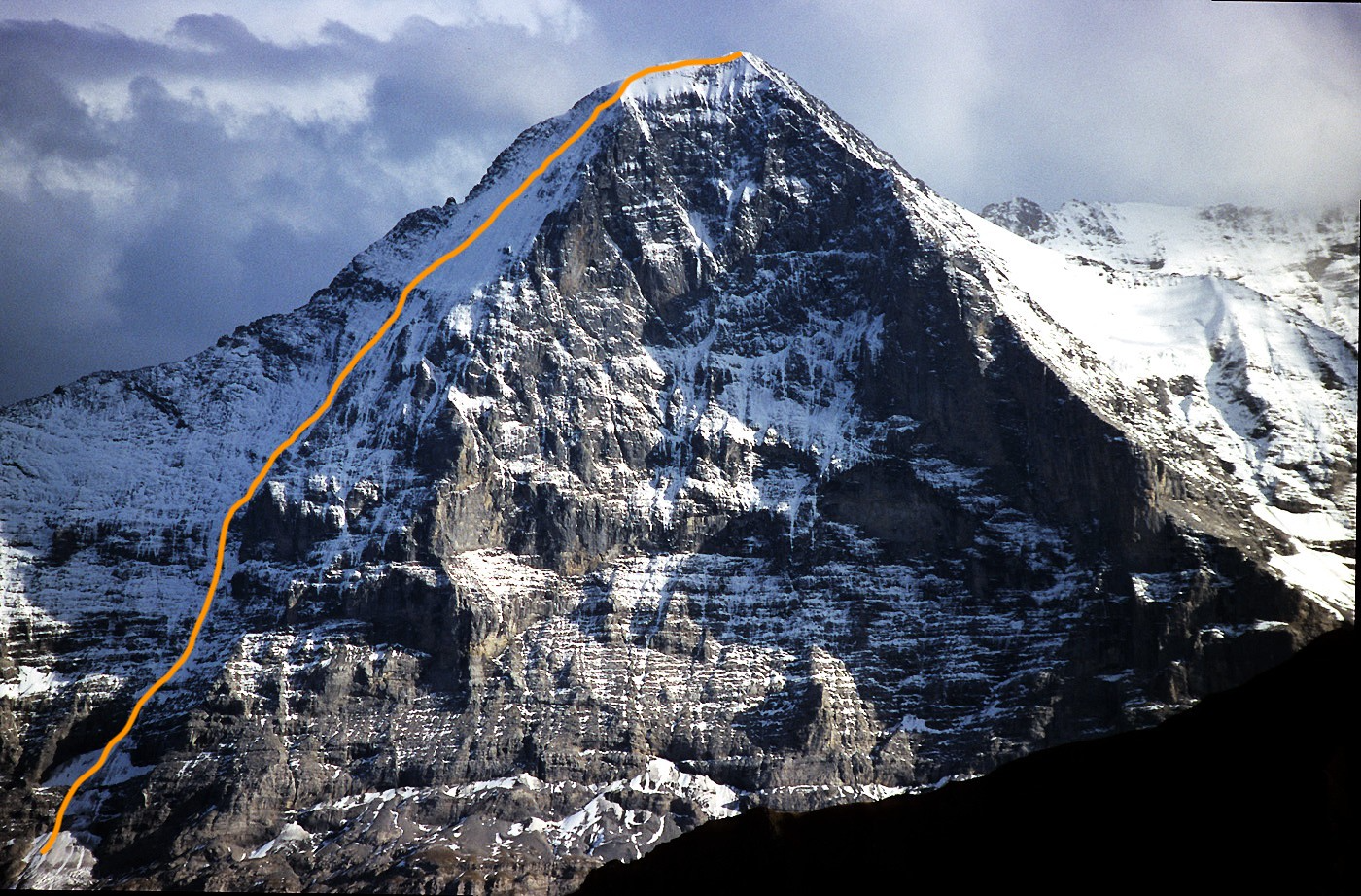
Lauperroute an der Eiger-Nordwand

 Die Route über die Nordostwand des Eiger trägt noch heute den Namen Lauper-Route, ebenso wie die Route über die Nordwandrippe des Mönchs.

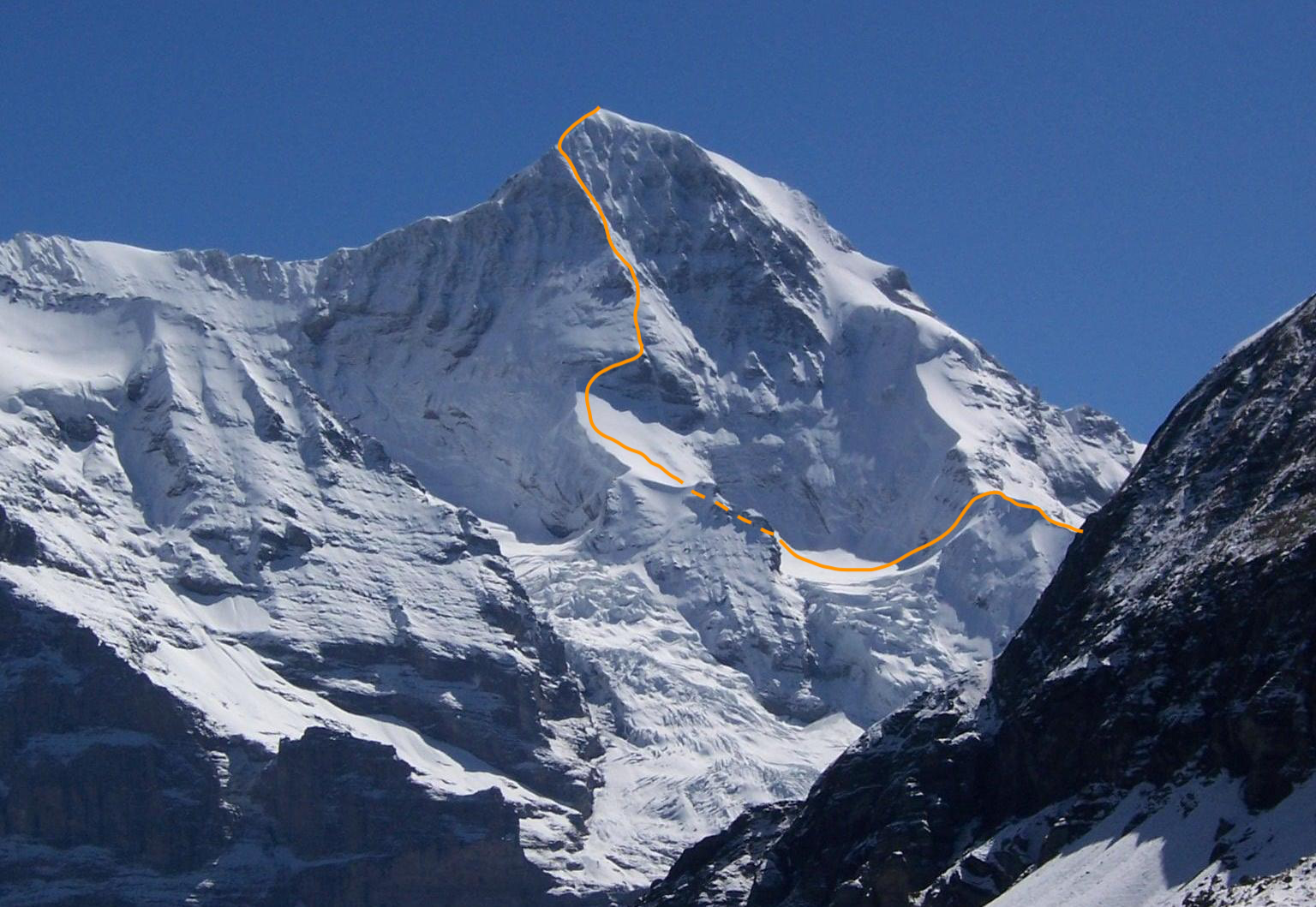
Lauperroute am Mönch

Am 12. Dezember 1932 hielt Hans Lauper auf Einladung eine Lesung vor dem Alpine Club in London über die Nordwände von Jungfrau, Mönch und Eiger.

## Weitere Erstbegehungen (Auswahl)
- 1915 Kanzel Lauterbrunner Wetterhorn
- 1918 Jolihorn- und Stockhorn-Nordwand
- 1919 Obertalstock; Gletscherhorn-Südostgrat; Trugberg-Südsüdwestgrat
- 1920 Tödi-Ostwand
- 1921 Galenstock-Ostwand; Fründenhorn-Westgrat; Mönch-Nordwandrippe und Grosshorn-Nordwestgrat
- 1922 Bietschhorn-Südwand-Variante; Ebnefluh-Nordwestgrat
- 1926 Jungfrau über den Westarm des Giessengletschers und die nordwestliche Gipfelrippe
- 1927 Fusshorn-Turm lX
- 1932 Eiger-Nordostwand; Jungfrau über Fischerrippe und Ostgrat

## Mitgliedschaften
- ab 1916 Akademischer Alpenclub Bern (AACB)
- ab 1924 Akademischer Alpenclub Zürich (AACZ)
- ab 1929 Alpine Club London (AC)